# Alexandra Daddario
Alexandra Anna Daddario (New York, 1986. március 16. –) amerikai színésznő.
Ismert filmszerepe Annabeth Chase a Villámtolvaj – Percy Jackson és az olimposziak (2010) és a Percy Jackson: Szörnyek tengere (2013) című fantasyfilmekben. Szerepelt A texasi láncfűrészes – Az örökség (2013), a Törésvonal (2015) és a Baywatch (2017) című filmekben is.
Számos televíziós szereplése is volt: az HBO A Fehér Lótusz című sorozatának 1. évadjában nyújtott alakítását Primetime Emmy-jelöléssel honorálták. Emellett feltűnt A nagy svindli (2009–2011), a Vásott szülők (2011–2012) és a True Detective – A törvény nevében (2014) epizódjaiban is.

## Fiatalkora
Alexandra Anna Daddario 1986. március 16-án született New Yorkban, Christina ügyvéd és Richard Daddario ügyész, valamint a New York-i Rendőrkapitányság terrorelhárítási egység egykori vezetőjének idősebbik lányaként. Olasz, ír, angol és cseh származású. Van egy öccse, Matthew Daddario, és egy húga, Catharine Daddario, akik mindketten színészek. Apai nagyapja Emilio Q. Daddario volt, a Connecticut-i amerikai képviselőház demokrata párti tagja 1959 és 1971 között.
Daddario a Manhattan-i Upper East Side-on nevelkedett. A Brearley iskolába és a Professional Children's iskolába járt. Daddario elárulta, tizenegy évesen úgy döntött, hogy színésznő  lesz. "Mindig is szerettem a történetmesélést" – jelentette ki 2019-ben. "Ez csak valami, amit valóban meg akartam csinálni – és megtehettem volna bármit, tényleg. Minden lehetőségem megvolt a földkerekségen." A Marymount Manhattan Főiskolára járt, mielőtt teljes munkaidejében folytatta volna színészi tevékenységeit. Évek óta tanulmányozza a Meisner-technikát.

## Magánélete
2020 óta Andrew Form producer párja. 2021 decemberében jelentették be eljegyzésüket, 2022 júniusában házasodtak össze.[forrás?]

## Filmográfia

### Film
(Vezető) producer
| Év   | Magyar cím                                              | Eredeti cím                                          | Szerep                             | Magyar hang       |
| ---- | ------------------------------------------------------- | ---------------------------------------------------- | ---------------------------------- | ----------------- |
| 2005 | A tintahal és a bálna                                   | The Squid and the Whale                              | csinos fiatal lány                 |                   |
| 2006 | Mi a gond velem?                                        | The Hottest State                                    | Kim                                |                   |
| 2007 |                                                         | The Attic                                            | Ava Strauss                        |                   |
| 2007 | Bébiszitterek                                           | The Babysitters                                      | Barbara Yates                      |                   |
| 2010 | Villámtolvaj – Percy Jackson és az olimposziak          | Percy Jackson & the Olympians: The Lightning Thief   | Annabeth Chase                     | Csifó Dorina      |
| 2010 |                                                         | Bereavement                                          | Allison Miller                     |                   |
| 2011 | Elhajlási engedély                                      | Hall Pass                                            | Paige                              | Németh Borbála    |
| 2013 | Percy Jackson: Szörnyek tengere                         | Percy Jackson: Sea of Monsters                       | Annabeth Chase                     | Csifó Dorina      |
| 2013 | A texasi láncfűrészes – Az örökség                      | Texas Chainsaw 3D                                    | Heather Miller / Edith Rose Sawyer | Gáspár Kata       |
| 2014 |                                                         | Burying the Ex                                       | Olivia                             |                   |
| 2015 | Törésvonal                                              | San Andreas                                          | Blake Gaines                       | Györfi Anna       |
| 2016 | Válaszúton                                              | The Choice                                           | Monica                             | Andrusko Marcella |
| 2016 |                                                         | Baked in Brooklyn                                    | Kate Winston                       |                   |
| 2017 | Baywatch                                                | Baywatch                                             | Summer Quinn                       | Csifó Dorina      |
| 2017 | A szerencse háza                                        | The House                                            | Corsica (törölt jelenet)           | Sipos Eszter Anna |
| 2017 | Terápiás csajok                                         | The Layover                                          | Kate Jeffries                      |                   |
| 2018 | Éjjeli ragadozó                                         | Night Hunter                                         | Rachel Chase                       | Hámori Eszter     |
| 2018 | Rampage – Tombolás                                      | Rampage                                              | búvár (törölt jelenet)             | nem szólal meg    |
| 2018 |                                                         | We Have Always Lived in the Castle                   | Constance Blackwood                |                   |
| 2018 |                                                         | When We First Met                                    | Avery Martin                       |                   |
| 2019 | Tudsz titkot tartani?                                   | Can You Keep a Secret?                               | Emma Corigan                       | Csifó Dorina      |
| 2019 |                                                         | Lost Transmissions                                   | Dana Lee                           |                   |
| 2019 |                                                         | We Summon the Darkness                               | Alexis Butler                      |                   |
| 2020 | Elveszve Tokióban                                       | Lost Girls & Love Hotels                             | Margaret                           | Csifó Dorina      |
| 2020 |                                                         | 1 Night in San Diego                                 | Kelsey                             |                   |
| 2020 | Kanári                                                  | Songbird                                             | May                                | Csifó Dorina      |
| 2020 |                                                         | Superman: Man of Tomorrow                            | Lois Lane (hangja)                 |                   |
| 2021 |                                                         | Die in a Gunfight                                    | Mary Rathcart                      |                   |
| 2022 |                                                         | Wildflower                                           | Joy                                |                   |
| 2024 | Az Igazság Ligája: Végtelen Világok Válsága – Első rész | Justice League: Crisis on Infinite Earths – Part One | Lois Lane (hangja)                 | Sipos Eszter Anna |
| 2024 |                                                         | I Wish You All the Best                              | Hannah                             |                   |

Rövidfilmek
- Pitch (2006) – Alex
- Life in Text (2013) – Haley Greene
- Faces Without Eyes (2015) – Iris

### Televízió

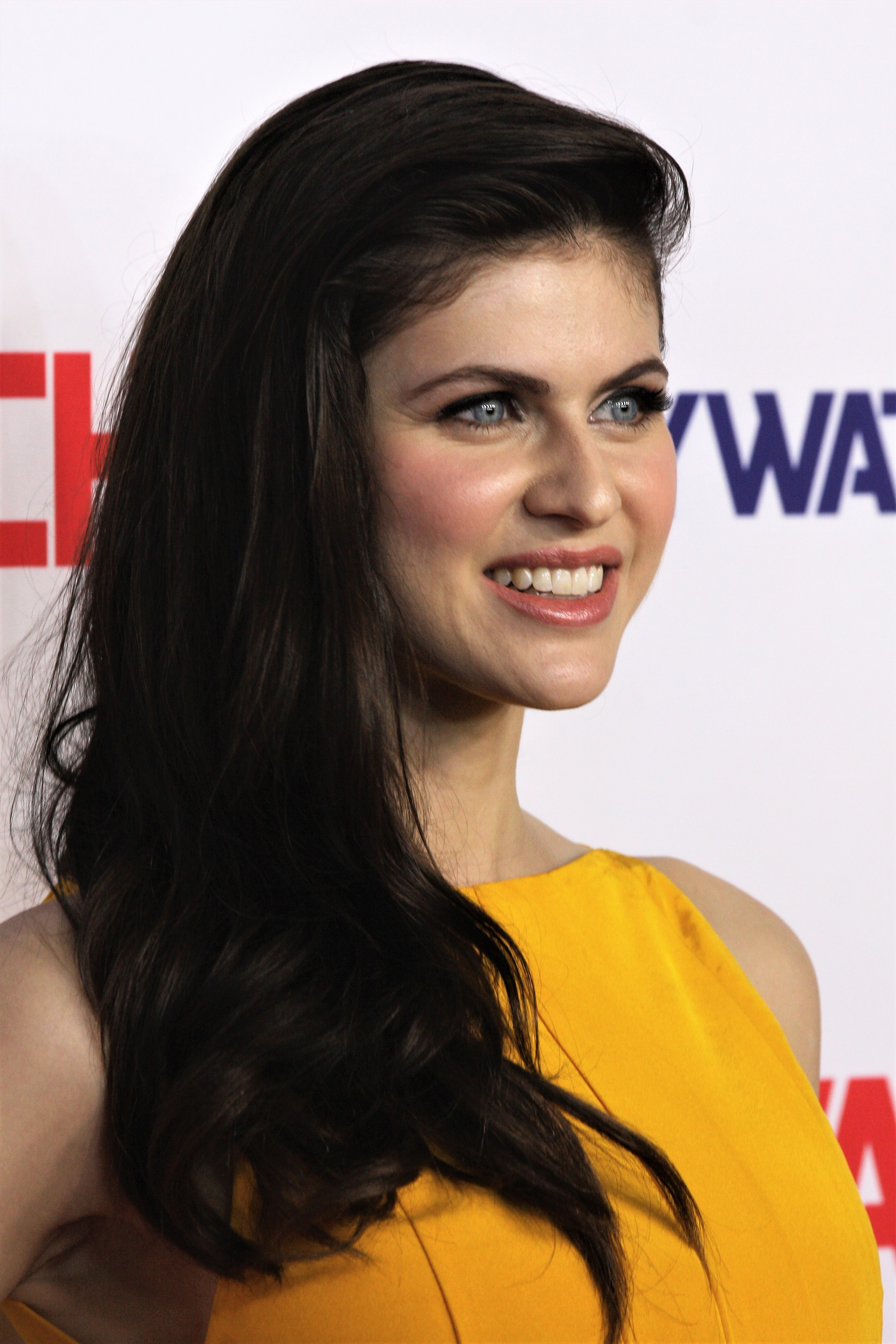
A Baywatch premierjén, 2017-ben

| Év        | Magyar cím                         | Eredeti cím                       | Szerep                           | Megjegyzések                                           |
| --------- | ---------------------------------- | --------------------------------- | -------------------------------- | ------------------------------------------------------ |
| 2002–2003 |                                    | All My Children                   | Laurie Lewis                     | visszatérő szereplő (43 epizód)                        |
| 2004-2006 | Esküdt ellenségek                  | Law & Order                       | Samantha Beresford / Felicia     | 2 epizód                                               |
| 2005      | Esküdt ellenségek: Bűnös szándék   | Law & Order: Criminal Intent      | Lisa Wellesley / Susie Armstrong | 2 epizód                                               |
| 2006      | Kötelező ítélet                    | Conviction                        | Vanessa                          | 1 epizód                                               |
| 2006      | Maffiózók                          | The Sopranos                      | másik nő                         | 1 epizód                                               |
| 2009      | A hatalom hálójában                | Damages                           | Lily Arsenault                   | 1 epizód                                               |
| 2009      |                                    | Life on Mars                      | Emily "Rocket Girl" Wyatt        | 1 epizód                                               |
| 2009      | Jackie nővér                       | Nurse Jackie                      | fiatal nő                        | 1 epizód                                               |
| 2009–2011 | A nagy svindli                     | White Collar                      | Kate Moreau                      | visszatérő szereplő (1-2. évad)                        |
| 2011–2012 | Vásott szülők                      | Parenthood                        | Rachel                           | visszatérő szereplő (3. évad)                          |
| 2012      | Felhőtlen Philadelphia             | It's Always Sunny in Philadelphia | Ruby Taft                        | 1 epizód                                               |
| 2014      |                                    | Married                           | Ella a pincérnő                  | 1 epizód                                               |
| 2014      | Új csaj                            | New Girl                          | Michelle                         | 2 epizód                                               |
| 2014      | True Detective – A törvény nevében | True Detective                    | Lisa Tragnetti                   | - 4 epizód - magyar hangja: - Bartsch Kata             |
| 2015      | Amerikai Horror Story: Hotel       | American Horror Story: Hotel      | Natacha Rambova                  | 3 epizód                                               |
| 2015      | Az utolsó ember a Földön           | The Last Man on Earth             | Victoria                         | 1 epizód                                               |
| 2016      | Robotcsirke                        | Robot Chicken                     | Theresa Johnson / Lena (hangja)  | 1 epizód                                               |
| 2016      | A munka hősei                      | Workaholics                       | Donna                            | 1 epizód                                               |
| 2019      | Miért ölnek a nők?                 | Why Women Kill                    | Jade / Irene Tabatchnick         | főszereplő (1. évad)                                   |
| 2021      | Barátnő rendelésre                 | The Girlfriend Experience         | Tawny                            | visszatérő szereplő (3. évad)                          |
| 2021      | A Fehér Lótusz                     | The White Lotus                   | Rachel Patton                    | - főszereplő (1. évad) - magyar hangja: - Csifó Dorina |
| 2023–     |                                    | Mayfair Witches                   | Dr. Rowan Mayfair                | főszereplő                                             |
| 2023      | A Koalaember                       | Koala Man                         | önmaga (hangja)                  | 1 epizód                                               |

## Fordítás
- Ez a szócikk részben vagy egészben  az   Alexandra Daddario című angol Wikipédia-szócikk ezen változatának fordításán alapul.  Az eredeti cikk szerkesztőit annak laptörténete sorolja fel. Ez a jelzés csupán a megfogalmazás eredetét és a szerzői jogokat jelzi, nem szolgál a cikkben szereplő információk forrásmegjelöléseként.